# Flagstaff (Arizona)
 (juin 2018).
Si vous disposez d'ouvrages ou d'articles de référence ou si vous connaissez des sites web de qualité traitant du thème abordé ici, merci de compléter l'article en donnant les références utiles à sa vérifiabilité et en les liant à la section « Notes et références ».
Pour les articles homonymes, voir Flagstaff.
Flagstaff est une ville du nord de l’État de l'Arizona, aux États-Unis. La ville est située sur la bordure sud-ouest du plateau du Colorado et au sud des pics San Francisco, la chaîne de montagnes la plus haute de l’État. Flagstaff est le siège du comté de Coconino et la ville centrale d'une aire urbaine de 122 000 habitants. La municipalité elle-même regroupait 65 870 habitants lors du recensement de 2010.

## Géographie
Flagstaff est située à 146 miles (235 km) de Phoenix, à 130 miles (209 km) du lac Powell, à 80 miles (129 km) du Grand canyon et à 251 miles (404 km) de Las Vegas. Flagstaff est considéré comme un très bon point de départ pour le Grand canyon et les réserves indiennes.
Selon le Bureau du recensement des États-Unis, la municipalité a une superficie totale de 164,8 km2, dont 164,7 km2 de terres et 0,1 km2 de plans d'eau, soit 0,06 % du total.

### Climat
| Mois                                  | jan.     | fév.     | mars     | avril    | mai      | juin    | jui.    | août    | sep.    | oct.     | nov.     | déc.     | année    |
| ------------------------------------- | -------- | -------- | -------- | -------- | -------- | ------- | ------- | ------- | ------- | -------- | -------- | -------- | -------- |
| Température minimale moyenne (°C)     | −8       | −6,9     | −4,6     | −2,1     | 1,4      | 5,8     | 10,8    | 10,3    | 5,8     | −0,3     | −5       | −8,4     | −0,1     |
| Température moyenne (°C)              | −0,8     | 0,3      | 3,3      | 6,5      | 10,7     | 16      | 19,3    | 18,3    | 14,6    | 8,7      | 3,1      | −1,1     | 8,2      |
| Température maximale moyenne (°C)     | 6,3      | 7,6      | 11,2     | 15,1     | 20,1     | 26,2    | 27,8    | 26,3    | 23,4    | 17,6     | 11,2     | 6,1      | 16,6     |
| Record de froid (°C) date du record   | −34 1937 | −31 1985 | −27 1966 | −19 1975 | −14 1915 | −6 1955 | 0 1955  | −4 1968 | −7 1912 | −19 1971 | −25 1958 | −31 1990 | −34 1937 |
| Record de chaleur (°C) date du record | 19 1971  | 22 1986  | 23 2007  | 27 1992  | 32 2002  | 36 2013 | 36 1973 | 34 2020 | 33 2020 | 29 1980  | 23 1977  | 20 1950  | 36 1973  |
| Ensoleillement (h)                    | 231,7    | 228,6    | 286,3    | 321      | 369,5    | 371,8   | 324,2   | 311,9   | 298,5   | 282,8    | 229,3    | 219,8    | 3 475,4  |
| Précipitations (mm)                   | 52,1     | 55,1     | 47,8     | 22,6     | 19,6     | 7,6     | 66,3    | 77,2    | 46,7    | 38,6     | 39,4     | 48,3     | 521,2    |
| dont neige (cm)                       | 53,1     | 49       | 39,6     | 12,7     | 2,8      | 0       | 0       | 0       | 0       | 3,8      | 20,8     | 47       | 228,8    |
| Nombre de jours avec précipitations   | 7        | 7,6      | 6,8      | 4,9      | 4,5      | 2,2     | 12      | 13,3    | 7,5     | 5,3      | 4,4      | 6,7      | 82,2     |
| Humidité relative (%)                 | 61,9     | 59,5     | 54,9     | 46,5     | 39,4     | 33,6    | 51,1    | 58,1    | 54,7    | 52,6     | 56,9     | 60,6     | 52,5     |
| Nombre de jours avec neige            | 6,2      | 6,1      | 4,7      | 1,9      | 0,9      | 0       | 0       | 0       | 0       | 0,5      | 2,3      | 5,7      | 28,3     |

| Diagramme climatique                                  |             |              |              |             |            |              |              |             |              |            |             |
| J                                                     | F           | M            | A            | M           | J          | J            | A            | S           | O            | N          | D           |
| 6,3−852,1                                             | 7,6−6,955,1 | 11,2−4,647,8 | 15,1−2,122,6 | 20,11,419,6 | 26,25,87,6 | 27,810,866,3 | 26,310,377,2 | 23,45,846,7 | 17,6−0,338,6 | 11,2−539,4 | 6,1−8,448,3 |
| Moyennes : • Temp. maxi et mini °C • Précipitation mm |             |              |              |             |            |              |              |             |              |            |             |

## Enseignement
Flasgstaff accueille l'une des trois universités publiques de l'Arizona, l'université du Nord de l'Arizona.

## Transports

### Voies routières
La ville est parcourue par la route 66. Les autoroutes Interstate 17 et 40 sont les deux routes principales qui traversent la ville. Pour parcourir ces routes, il est possible de louer soit des voitures soit des vélos. Il y a des taxis à disposition.

### Transports en commun
Dans la ville il est aussi possible de se déplacer grâce aux transports en commun. Six bus circulent entre 6 h et 18 h. Des trains relient quotidiennement, depuis la gare de Flagstaff, Phoenix, San Francisco et Las Vegas. Ils relient aussi Los Angeles à Chicago. C'est le chemin de fer de la grande époque du Far West. Il y a aussi des shuttles menant à l'aéroport de Phoenix et des shuttles qui vont au Grand Canyon en passant par Williams.

## Démographie
| 1890 | 1900  | 1910  | 1920  | 1930  | 1940  |
| ---- | ----- | ----- | ----- | ----- | ----- |
| 964  | 1 271 | 1 633 | 3 186 | 3 891 | 5 080 |

| 1950  | 1960   | 1970   | 1980   | 1990   | 2000   |
| ----- | ------ | ------ | ------ | ------ | ------ |
| 7 663 | 18 214 | 26 117 | 34 743 | 45 857 | 52 894 |

| 2010   | - | - | - | - | - |
| ------ | - | - | - | - | - |
| 65 870 | - | - | - | - | - |

### Transports aériens
Flagstaff est desservie par le Flagstaff Pulliam Airport (IATA : FLG, ICAO : KFLG, FAA LID : FLG).

## Activités

### Dans Flagstaff

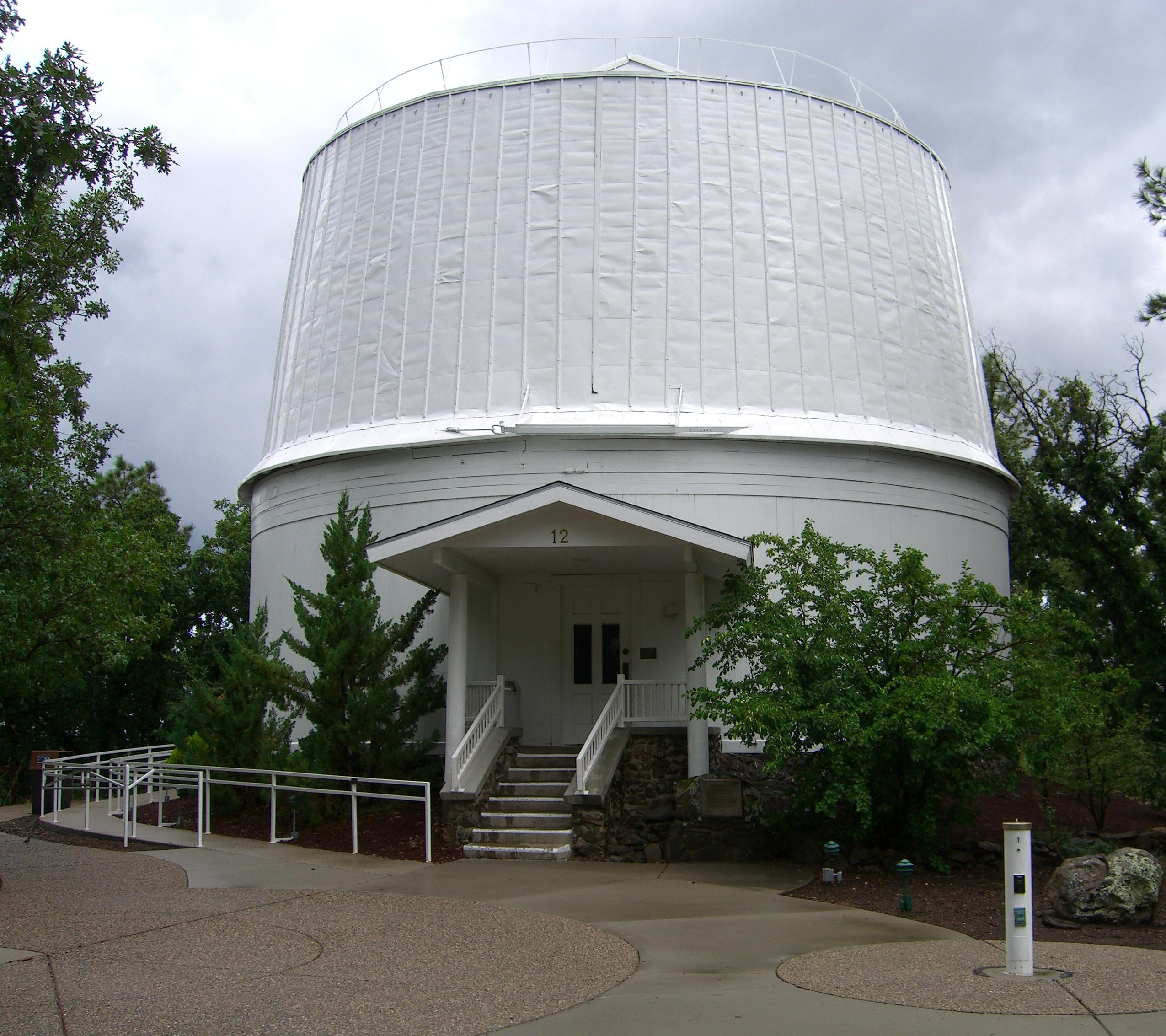
L'observatoire Lowell.
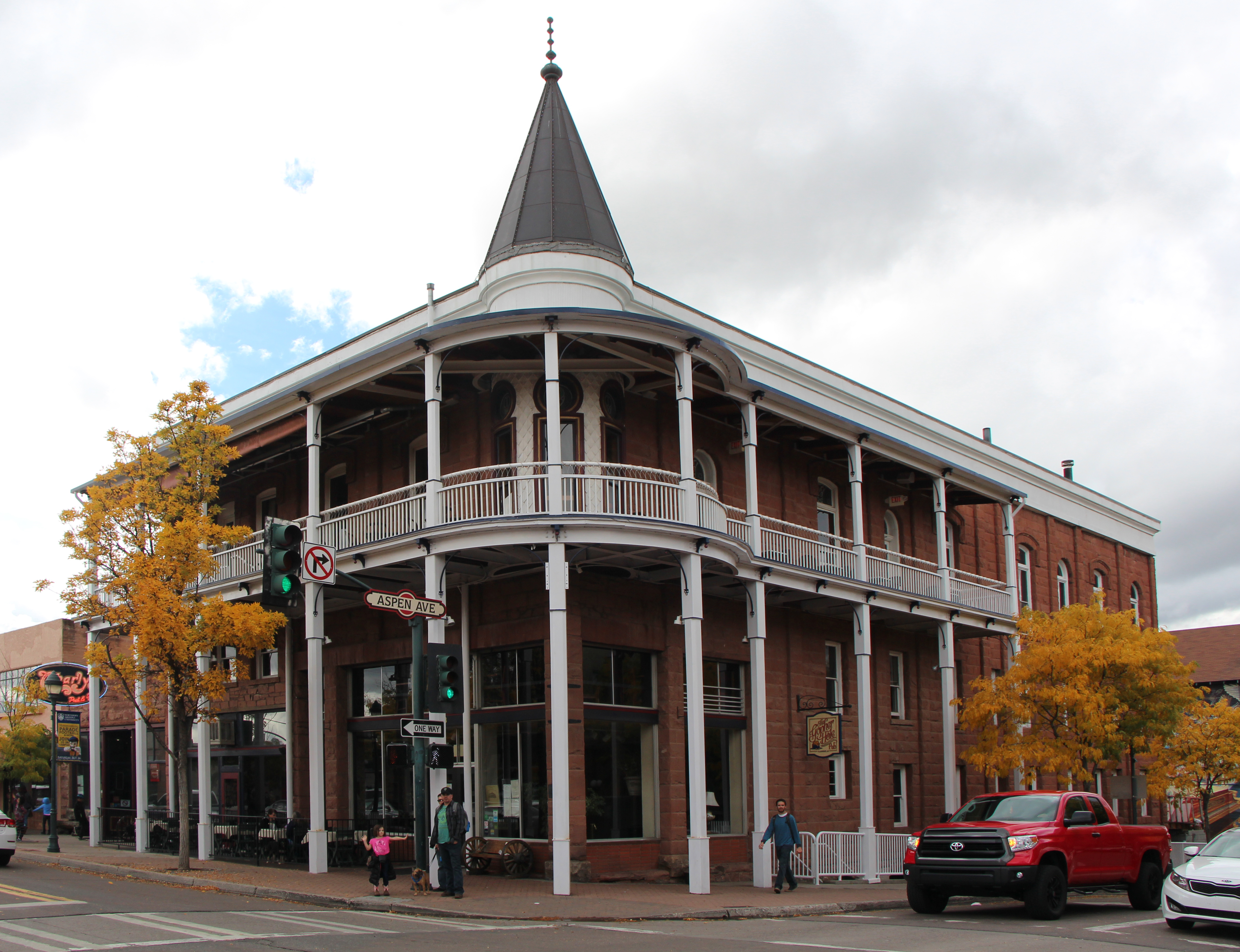
L'hôtel Weatherford.
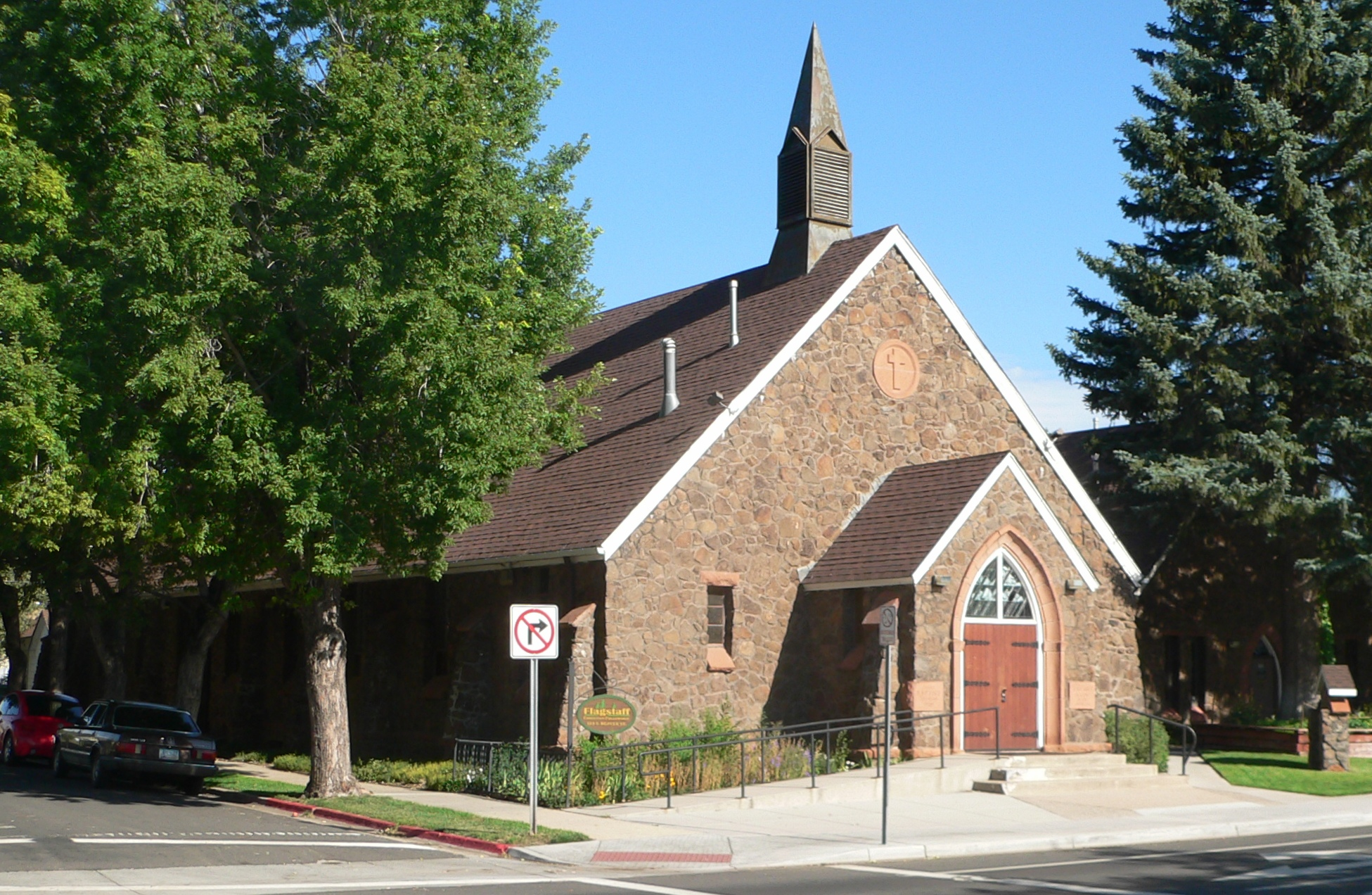
First Baptist Church.

- Observatoire Lowell : observatoire et musée moderne sur l'Univers et l'astronomie.
- Museum of Nothern Arizona : musée qui explore toutes les facettes géologique, animale ou humaine du plateau du Colorado.
- Pioneer Museum : musée qui retrace l'histoire de la ville au travers de différents et vieux objets.
- Arboretum de Flagstaff, conteannt environ 2 000 espèces de plantes, avec un jardin d'herbes et quelques plantes des régions chaudes.
- Le district historique de Flagstaff Southside, et le Flagstaff Townsite Historic Residential District
- Riordan Mansion : maison construite en 1904.
- Flagstaff Mall : centre commercial ouvert en 1979.
- L'ancienne armurerie de Flagstaff, aujourd'hui un supermaché d'alimentation de Natural Grocers.
- L'église de Our Lady of Guadaloupe

### Aux alentours

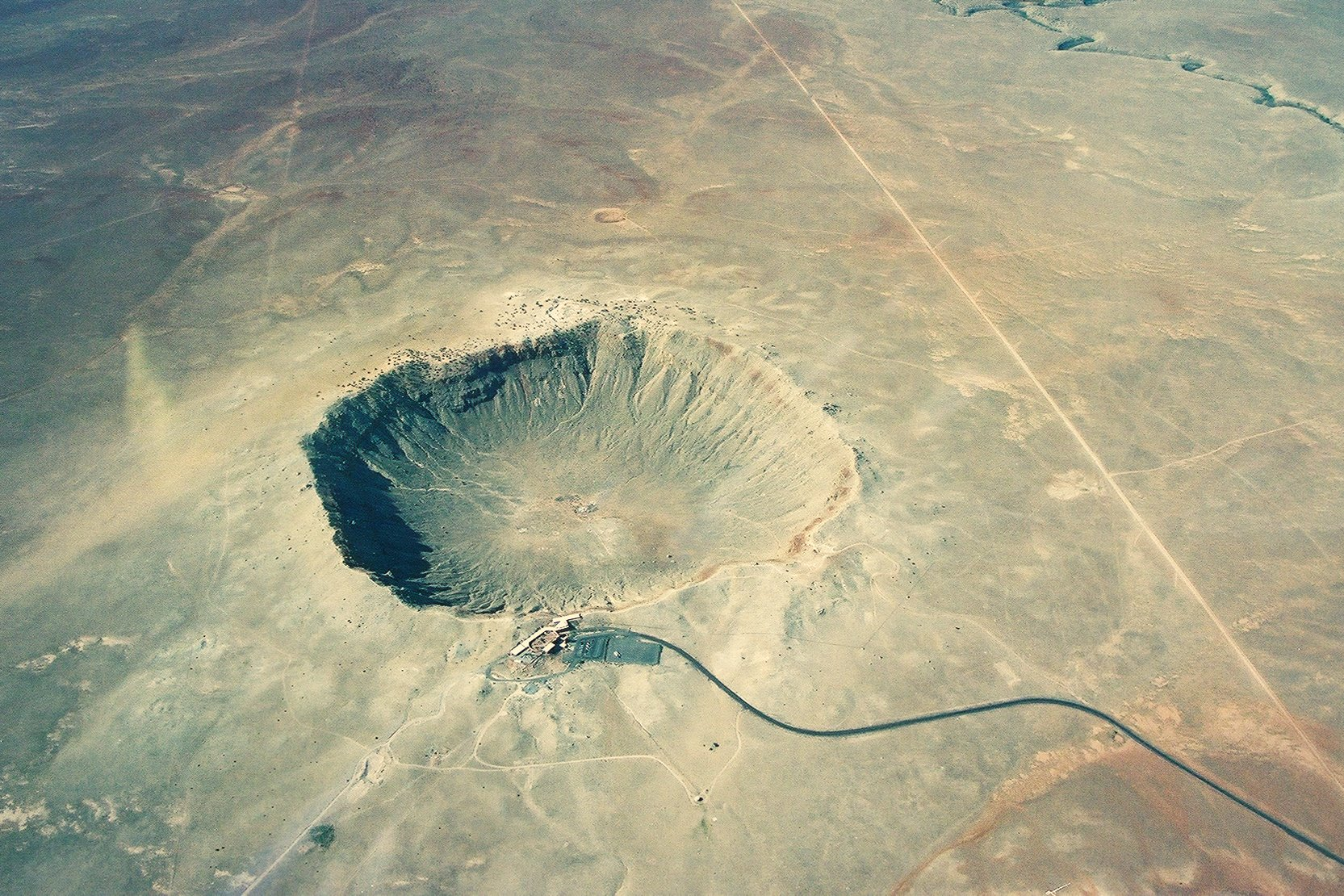
Meteor Crater.

- Flagstaff Area National Monuments :
  - Sunset Crater Volcano National Monument : c'est le premier parc en venant de Flagstaff. On peut y voir les traces de coulées de lave qui ont eu lieu pour la dernière fois au XIIe siècle.
  - Wupatki National Monument : c'est le domaine des ancêtres des Indiens, on peut y voir deux choses différentes : la première, une forteresse rouge accrochée à un rocher jaillissant du désert et la deuxième un vaste village où l'on devine encore l'endroit des habitations.
  - Walnut Canyon National Monument : c'est un étroit canyon dans lequel il y a des pins là où sont nichées des centaines d'habitations troglodytiques des Indiens Sinasguas. Deux sentiers le parcourent, le Rim Trail et l'Island Trail.
- Meteor Crater : ce site est considéré comme l'un des plus grands cratères météoriques du monde. Il y a aussi un musée avec différentes activités sur les météorites.
- Petrified Forest National Park : c'est un long parcours avec une vingtaine de points d'observation et des sentiers aménagés. On peut y voir un amas de collines érodées et les ruines d'un village indien. Il y a aussi une partie consacrée à la forêt pétrifiée.

## Honneur
L'astéroïde (2118) Flagstaff porte son nom.